# Elezioni comunali in Campania del 1997
Le elezioni comunali in Campania del 1997 si tennero il 27 aprile (con ballottaggio l'11 maggio) e il 16 novembre (con ballottaggio il 30 novembre).

## Elezioni dell'aprile 1997

### Provincia di Napoli

#### Afragola
| Candidati                            | Candidati                  | Voti                 | %     | Liste                              | Voti   | %     | Seggi |
| ------------------------------------ | -------------------------- | -------------------- | ----- | ---------------------------------- | ------ | ----- | ----- |
|                                      | Roberto Caiazzo ✔️ Sindaco | 18.828               | 54,00 | Alleanza Nazionale                 | 9.573  | 28,11 | 10    |
| Forza Italia                         | Roberto Caiazzo ✔️ Sindaco | 18.828               | 54,00 | 3.696                              | 10,85  | 4     |       |
| Centro Cristiano Democratico         | Roberto Caiazzo ✔️ Sindaco | 18.828               | 54,00 | 2.735                              | 8,03   | 2     |       |
| Cristiani Democratici Uniti          | Roberto Caiazzo ✔️ Sindaco | 18.828               | 54,00 | 2.112                              | 6,20   | 2     |       |
|                                      | Luigi Bassolino            | 15.429               | 44,25 | Partito Popolare Italiano          | 5.522  | 16,22 | 5     |
| Partito Democratico della Sinistra   | Luigi Bassolino            | 15.429               | 44,25 | 4.060                              | 11,92  | 3     |       |
| Sinistra                             | Luigi Bassolino            | 15.429               | 44,25 | 1.529                              | 4,49   | 1     |       |
| Lista di Centro-Sinistra             | Luigi Bassolino            | 15.429               | 44,25 | 1.171                              | 3,44   | 1     |       |
| Partito Repubblicano Italiano        | Luigi Bassolino            | 15.429               | 44,25 | 1.117                              | 3,28   | 1     |       |
| Partito della Rifondazione Comunista | Luigi Bassolino            | 15.429               | 44,25 | 1.086                              | 3,19   | -     |       |
| Federazione dei Verdi                | Luigi Bassolino            | 15.429               | 44,25 | 1.059                              | 3,11   | -     |       |
| Seggio di coalizione                 | Seggio di coalizione       | Seggio di coalizione | 44,25 | 1                                  |        |       |       |
|                                      | Vincenzo D'Antò            | 608                  | 1,74  | Movimento Sociale Fiamma Tricolore | 393    | 1,15  | -     |
| Totale                               | Totale                     | 34.865               | 100   |                                    | 34.053 | 100   | 30    |

#### Arzano
| Candidati                            | Candidati                                 | Voti                 | %     | Liste                              | Voti   | %     | Seggi |
| ------------------------------------ | ----------------------------------------- | -------------------- | ----- | ---------------------------------- | ------ | ----- | ----- |
|                                      | Ageo Piscopo Accede al ballottaggio       | 8.521                | 40,07 | Alleanza Nazionale                 | 3.416  | 16,50 | 8     |
| Forza Italia                         | Ageo Piscopo Accede al ballottaggio       | 8.521                | 40,07 | 2.792                              | 13,48  | 6     |       |
| Centro Cristiano Democratico         | Ageo Piscopo Accede al ballottaggio       | 8.521                | 40,07 | 2.031                              | 9,81   | 4     |       |
|                                      | Giovanni Silvestro Accede al ballottaggio | 7.109                | 33,43 | Lista Civica di Centro-Sinistra    | 3.678  | 17,76 | 4     |
| Partito Popolare Italiano            | Giovanni Silvestro Accede al ballottaggio | 7.109                | 33,43 | 2.093                              | 10,11  | 1     |       |
| Lista Civica di Centro-Sinistra      | Giovanni Silvestro Accede al ballottaggio | 7.109                | 33,43 | 913                                | 4,41   | 1     |       |
| Partito della Rifondazione Comunista | Giovanni Silvestro Accede al ballottaggio | 7.109                | 33,43 | 771                                | 3,72   | -     |       |
| Seggio di coalizione                 | Seggio di coalizione                      | Seggio di coalizione | 33,43 | 1                                  |        |       |       |
|                                      | Nicola De Mare                            | 3.251                | 15,29 | Partito Democratico della Sinistra | 2.754  | 13,30 | 3     |
|                                      | Ernesto Mastrocinque                      | 1.354                | 6,37  | Centro                             | 1.415  | 6,83  | 1     |
|                                      | Donato De Rosa                            | 1.028                | 4,83  | Movimento Sociale Fiamma Tricolore | 844    | 4,08  | -     |
| Totale                               | Totale                                    | 21.263               | 100   |                                    | 20.707 | 100   | 30    |

#### Casalnuovo di Napoli
| Candidati                     | Candidati                             | Voti                 | %     | Liste                              | Voti   | %     | Seggi |
| ----------------------------- | ------------------------------------- | -------------------- | ----- | ---------------------------------- | ------ | ----- | ----- |
|                               | Antonio Peluso Accede al ballottaggio | 9.971                | 43,70 | Forza Italia                       | 3.400  | 15,58 | 7     |
| Lista civica di centro-destra | Antonio Peluso Accede al ballottaggio | 9.971                | 43,70 | 3.336                              | 15,29  | 6     |       |
| Centro Cristiano Democratico  | Antonio Peluso Accede al ballottaggio | 9.971                | 43,70 | 1.770                              | 8,11   | 3     |       |
| Alleanza Nazionale            | Antonio Peluso Accede al ballottaggio | 9.971                | 43,70 | 1.437                              | 6,58   | 2     |       |
|                               | Pietro D'Alisa Accede al ballottaggio | 4.742                | 20,78 | Partito Democratico della Sinistra | 3.455  | 15,83 | 3     |
| Federazione dei Verdi         | Pietro D'Alisa Accede al ballottaggio | 4.742                | 20,78 | 749                                | 3,43   | -     |       |
| Seggio di coalizione          | Seggio di coalizione                  | Seggio di coalizione | 20,78 | 1                                  |        |       |       |
|                               | Vincenzo Ciancio                      | 4.270                | 18,72 | Rinnovamento Italiano              | 2.376  | 10,89 | 2     |
| Partito Popolare Italiano     | Vincenzo Ciancio                      | 4.270                | 18,72 | 1.605                              | 7.35   | 1     |       |
| Seggio di coalizione          | Seggio di coalizione                  | Seggio di coalizione | 18,72 | 1                                  |        |       |       |
|                               | Antonio Manna                         | 3.832                | 16,80 | Centro                             | 3.697  | 16,94 | 4     |
| Totale                        | Totale                                | 22.815               | 100   | '                                  | 21.825 | 100   | 30    |

#### Giugliano in Campania
| Candidati                            | Candidati                                | Voti                 | %     | Liste                              | Voti   | %     | Seggi |
| ------------------------------------ | ---------------------------------------- | -------------------- | ----- | ---------------------------------- | ------ | ----- | ----- |
|                                      | Giacomo Gerlini Accede al ballottaggio   | 18.448               | 40,67 | Partito Democratico della Sinistra | 10.082 | 23,17 | 9     |
| Partito Popolare Italiano            | Giacomo Gerlini Accede al ballottaggio   | 18.448               | 40,67 | 5.250                              | 12,06  | 5     |       |
| Partito della Rifondazione Comunista | Giacomo Gerlini Accede al ballottaggio   | 18.448               | 40,67 | 2.622                              | 6,03   | 2     |       |
|                                      | Francesco Granata Accede al ballottaggio | 16.268               | 35,86 | Forza Italia                       | 7.793  | 17,91 | 5     |
| Alleanza Nazionale                   | Francesco Granata Accede al ballottaggio | 16.268               | 35,86 | 3.969                              | 9,12   | 2     |       |
| Cristiani Democratici Uniti          | Francesco Granata Accede al ballottaggio | 16.268               | 35,86 | 2.537                              | 5,83   | 1     |       |
| Partito Repubblicano Italiano        | Francesco Granata Accede al ballottaggio | 16.268               | 35,86 | 1.543                              | 3,55   | 1     |       |
| Seggio di coalizione                 | Seggio di coalizione                     | Seggio di coalizione | 35,86 | 1                                  |        |       |       |
|                                      | Antonio Castaldo                         | 3.889                | 8,57  | Centro                             | 2.924  | 6,72  | 2     |
|                                      | Giulio Pezzella                          | 1.603                | 3,53  | Centro                             | 1.685  | 3,87  | 1     |
|                                      | Nunzio Raimondo                          | 1.495                | 3,30  | Socialisti Uniti                   | 1.590  | 3,65  | 1     |
|                                      | Vincenzo Di Niola                        | 1.102                | 2,43  | Centro                             | 1.063  | 2,44  | -     |
|                                      | Maurizio Campopiano                      | 1.076                | 2,37  | Federazione dei Verdi              | 981    | 2,25  | -     |
|                                      | Domenico Natella                         | 973                  | 2,14  | Centro Cristiano Democratico       | 1.047  | 2,41  | -     |
|                                      | Antonio Arzillo                          | 511                  | 1,13  | Movimento Sociale Fiamma Tricolore | 432    | 0,99  | -     |
| Totale                               | Totale                                   | 45.365               | 100   |                                    | 43.518 | 100   | 30    |

#### Gragnano
| Candidati                            | Candidati                              | Voti                 | %     | Liste                                      | Voti   | %     | Seggi |
| ------------------------------------ | -------------------------------------- | -------------------- | ----- | ------------------------------------------ | ------ | ----- | ----- |
|                                      | Sergio Troiano Accede al ballottaggio  | 7.274                | 41,42 | Federazione dei Verdi-Insieme per Gragnano | 1.170  | 8,05  | 4     |
| Partito Democratico della Sinistra   | Sergio Troiano Accede al ballottaggio  | 7.274                | 41,42 | 977                                        | 6,72   | 3     |       |
| Partito della Rifondazione Comunista | Sergio Troiano Accede al ballottaggio  | 7.274                | 41,42 | 977                                        | 6,72   | 3     |       |
| Rinnovamento Italiano                | Sergio Troiano Accede al ballottaggio  | 7.274                | 41,42 | 777                                        | 5,34   | 2     |       |
|                                      | Tommaso Iozzino Accede al ballottaggio | 4.737                | 26,97 | Forza Italia                               | 2.316  | 15,93 | 1     |
| Centro Cristiano Democratico         | Tommaso Iozzino Accede al ballottaggio | 4.737                | 26,97 | 1.420                                      | 9,77   | 1     |       |
| Alleanza Nazionale                   | Tommaso Iozzino Accede al ballottaggio | 4.737                | 26,97 | 1.221                                      | 8,40   | 1     |       |
| Seggio di coalizione                 | Seggio di coalizione                   | Seggio di coalizione | 26,97 | 1                                          |        |       |       |
|                                      | Michele Serrapica                      | 4.517                | 25,72 | Lista Civica di Centro-Sinistra            | 1.685  | 11,59 | 1     |
| Lista Civica di Centro-Sinistra      | Michele Serrapica                      | 4.517                | 25,72 | 1.161                                      | 7,99   | 1     |       |
| Cristiani Democratici Uniti          | Michele Serrapica                      | 4.517                | 25,72 | 1.037                                      | 7,13   | 1     |       |
| Lista Civica di Centro-Sinistra      | Michele Serrapica                      | 4.517                | 25,72 | 922                                        | 6,34   | -     |       |
| Seggio di coalizione                 | Seggio di coalizione                   | Seggio di coalizione | 25,72 | 1                                          |        |       |       |
|                                      | Liborio Di Nola                        | 1.033                | 5,88  | Partito Popolare Italiano                  | 875    | 6,02  | -     |
| Totale                               | Totale                                 | 17.561               | 100   |                                            | 14.538 | 100   | 20    |

#### Grumo Nevano
| Candidati                            | Candidati                                | Voti                 | %     | Liste                           | Voti   | %     | Seggi |
| ------------------------------------ | ---------------------------------------- | -------------------- | ----- | ------------------------------- | ------ | ----- | ----- |
|                                      | Angelo Di Lorenzo Accede al ballottaggio | 3.952                | 33,73 | Riformatori Grumesi             | 1.996  | 17,66 | 8     |
| Centro                               | Angelo Di Lorenzo Accede al ballottaggio | 3.952                | 33,73 | 1.146                           | 10,14  | 4     |       |
|                                      | Antimo Maisto Accede al ballottaggio     | 5.007                | 42,74 | Forza Italia                    | 3.783  | 33,46 | 4     |
| Alleanza Nazionale                   | Antimo Maisto Accede al ballottaggio     | 5.007                | 42,74 | 884                             | 7,82   | 1     |       |
| Cristiani Democratici Uniti          | Antimo Maisto Accede al ballottaggio     | 5.007                | 42,74 | 809                             | 7,16   | 1     |       |
| Seggio di coalizione                 | Seggio di coalizione                     | Seggio di coalizione | 42,74 | 1                               |        |       |       |
|                                      | Antonio Di Donato                        | 2.756                | 23,53 | Lista Civica di Centro-Sinistra | 1.072  | 9,48  | 1     |
| Partito Democratico della Sinistra   | Antonio Di Donato                        | 2.756                | 23,53 | 764                             | 6,76   | -     |       |
| Partito della Rifondazione Comunista | Antonio Di Donato                        | 2.756                | 23,53 | 583                             | 5,16   | -     |       |
| Federazione dei Verdi                | Antonio Di Donato                        | 2.756                | 23,53 | 268                             | 2,37   | -     |       |
| Seggio di coalizione                 | Seggio di coalizione                     | Seggio di coalizione | 23,53 | 1                               |        |       |       |
| Totale                               | Totale                                   | 11.715               | 100   |                                 | 11.305 | 100   | 20    |

#### Mugnano di Napoli
| Candidati                            | Candidati                                  | Voti                 | %     | Liste                              | Voti   | %     | Seggi |
| ------------------------------------ | ------------------------------------------ | -------------------- | ----- | ---------------------------------- | ------ | ----- | ----- |
|                                      | Maurizio Maturo Accede al ballottaggio     | 5.382                | 33,40 | Rinnovamento con Maturo            | 2.366  | 15,28 | 7     |
| Partito della Rifondazione Comunista | Maurizio Maturo Accede al ballottaggio     | 5.382                | 33,40 | 1.503                              | 9,70   | 4     |       |
| Federazione dei Verdi                | Maurizio Maturo Accede al ballottaggio     | 5.382                | 33,40 | 328                                | 2,12   | 1     |       |
|                                      | Gabriele Vallefuoco Accede al ballottaggio | 5.879                | 36,48 | Partito Democratico della Sinistra | 2.007  | 12,96 | 1     |
| Partito Popolare Italiano            | Gabriele Vallefuoco Accede al ballottaggio | 5.879                | 36,48 | 1.742                              | 11,25  | 1     |       |
| Socialdemocrazia                     | Gabriele Vallefuoco Accede al ballottaggio | 5.879                | 36,48 | 1.558                              | 10,06  | 1     |       |
| Rinnovamento Italiano                | Gabriele Vallefuoco Accede al ballottaggio | 5.879                | 36,48 | 1.162                              | 7,50   | 1     |       |
| Seggio di coalizione                 | Seggio di coalizione                       | Seggio di coalizione | 36,48 | 1                                  |        |       |       |
|                                      | Giuseppe Chianese                          | 4.854                | 30,12 | Alleanza Nazionale                 | 1.939  | 12,52 | 1     |
| Forza Italia                         | Giuseppe Chianese                          | 4.854                | 30,12 | 1.529                              | 9,87   | 1     |       |
| Centro Cristiano Democratico         | Giuseppe Chianese                          | 4.854                | 30,12 | 698                                | 4,51   | -     |       |
| Cristiani Democratici Uniti          | Giuseppe Chianese                          | 4.854                | 30,12 | 656                                | 4,24   | -     |       |
| Seggio di coalizione                 | Seggio di coalizione                       | Seggio di coalizione | 30,12 | 1                                  |        |       |       |
| Totale                               | Totale                                     | 16.115               | 100   |                                    | 15.488 | 100   | 20    |

#### Pozzuoli
| Candidati                     | Candidati                                          | Voti                 | %     | Liste                              | Voti   | %     | Seggi |
| ----------------------------- | -------------------------------------------------- | -------------------- | ----- | ---------------------------------- | ------ | ----- | ----- |
|                               | Gennaro Devoto Accede al ballottaggio              | 19.786               | 46,58 | Partito Democratico della Sinistra | 9.875  | 25,12 | 10    |
| Partito Popolare Italiano     | Gennaro Devoto Accede al ballottaggio              | 19.786               | 46,58 | 6.744                              | 17,15  | 6     |       |
| Federazione Democratici       | Gennaro Devoto Accede al ballottaggio              | 19.786               | 46,58 | 2.110                              | 5,35   | 2     |       |
|                               | Massimo Rastrelli Maddaluno Accede al ballottaggio | 16.436               | 38,66 | Forza Italia                       | 5.703  | 14,51 | 4     |
| Centro Cristiano Democratico  | Massimo Rastrelli Maddaluno Accede al ballottaggio | 16.436               | 38,66 | 3.705                              | 9,42   | 2     |       |
| Alleanza Nazionale            | Massimo Rastrelli Maddaluno Accede al ballottaggio | 16.436               | 38,66 | 3.580                              | 9,11   | 2     |       |
| Cattolici Democratici Unitari | Massimo Rastrelli Maddaluno Accede al ballottaggio | 16.436               | 38,66 | 2.344                              | 5,96   | 1     |       |
| Seggio di coalizione          | Seggio di coalizione                               | Seggio di coalizione | 38,66 | 1                                  |        |       |       |
|                               | Edoardo Paggi                                      | 5.663                | 13,33 | Socialisti Italiani Uniti          | 2.238  | 5,69  | 1     |
| Pozzuoli Domani               | Edoardo Paggi                                      | 5.663                | 13,33 | 1.299                              | 3,30   | -     |       |
| Rinnovamento Italiano         | Edoardo Paggi                                      | 5.663                | 13,33 | 1.177                              | 2,99   | -     |       |
| Seggio di coalizione          | Seggio di coalizione                               | Seggio di coalizione | 13,33 | 1                                  |        |       |       |
|                               | Vittorio Colavitto                                 | 606                  | 1,42  | Movimento Sociale Fiamma Tricolore | 548    | 1,39  | -     |
| Totale                        | Totale                                             | 42.480               | 100   |                                    | 39.317 | 100   | 30    |

#### Qualiano
| Candidati                    | Candidati                                          | Voti                 | %     | Liste                                               | Voti   | %     | Seggi |
| ---------------------------- | -------------------------------------------------- | -------------------- | ----- | --------------------------------------------------- | ------ | ----- | ----- |
|                              | Michele Schiano di Visconti Accede al ballottaggio | 6.437                | 48,70 | Forza Italia                                        | 3.382  | 26,35 | 6     |
| Centro Cristiano Democratico | Michele Schiano di Visconti Accede al ballottaggio | 6.437                | 48,70 | 1.685                                               | 13,13  | 3     |       |
| Alleanza Nazionale           | Michele Schiano di Visconti Accede al ballottaggio | 6.437                | 48,70 | 1.523                                               | 11,87  | 3     |       |
| Cristiani Democratici Uniti  | Michele Schiano di Visconti Accede al ballottaggio | 6.437                | 48,70 | 203                                                 | 1,58   | -     |       |
|                              | Andrea Granata Accede al ballottaggio              | 1.996                | 15,10 | Federazione Laburista                               | 1.415  | 11,03 | 2     |
| Federazione dei Verdi        | Andrea Granata Accede al ballottaggio              | 1.996                | 15,10 | 102                                                 | 0,79   | -     |       |
| Seggio di coalizione         | Seggio di coalizione                               | Seggio di coalizione | 15,10 | 1                                                   |        |       |       |
|                              | Domenico Mancino                                   | 1.724                | 13,04 | Centro                                              | 1.790  | 13,95 | 2     |
|                              | Salvatore Napolano                                 | 1.662                | 12,57 | Partito Democratico della Sinistra-Socialdemocrazia | 1.412  | 11,00 | 2     |
|                              | Nicola Giocondo                                    | 874                  | 6,61  | Socialisti Italiani Uniti                           | 912    | 7,11  | 1     |
|                              | Giovanni Sabatino                                  | 524                  | 3,96  | Rifondazione Comunista                              | 410    | 3,19  | -     |
| Totale                       | Totale                                             | 13.217               | 100   |                                                     | 12.834 | 100   | 20    |

#### Somma Vesuviana
| Candidati                    | Candidati                                  | Voti                 | %     | Liste                           | Voti   | %     | Seggi |
| ---------------------------- | ------------------------------------------ | -------------------- | ----- | ------------------------------- | ------ | ----- | ----- |
|                              | Francesco De Siervo Accede al ballottaggio | 5.765                | 28,94 | Centro                          | 5.093  | 26,50 | 9     |
|                              | Natalino Pellegrino Accede al ballottaggio | 5.615                | 28,18 | Forza Italia                    | 2.370  | 12,33 | 2     |
| Cristiani Democratici Uniti  | Natalino Pellegrino Accede al ballottaggio | 5.615                | 28,18 | 2.032                           | 10,57  | 1     |       |
| Alleanza Nazionale           | Natalino Pellegrino Accede al ballottaggio | 5.615                | 28,18 | 1.090                           | 5,67   | 1     |       |
| Centro Cristiano Democratico | Natalino Pellegrino Accede al ballottaggio | 5.615                | 28,18 | 1.073                           | 5,58   | -     |       |
| Seggio di coalizione         | Seggio di coalizione                       | Seggio di coalizione | 28,18 | 1                               |        |       |       |
|                              | Alfonso Auriemma                           | 4.981                | 25,00 | L'Ulivo                         | 4.167  | 21,68 | 3     |
|                              | Demetrio Papadopoulos                      | 2.012                | 10,10 | Centro                          | 1.804  | 9,39  | 3     |
|                              | Vincenzo Cimmino                           | 960                  | 4,82  | Lista civica di centro-sinistra | 935    | 4,86  | -     |
|                              | Gennaro Martone                            | 590                  | 2,96  | Rifondazione Comunista          | 655    | 3,41  | -     |
| Totale                       | Totale                                     | 19.923               | 100   |                                 | 19.219 | 100   | 20    |

#### Vico Equense
| Candidati                          | Candidati                                   | Voti                 | %     | Liste                     | Voti   | %     | Seggi |
| ---------------------------------- | ------------------------------------------- | -------------------- | ----- | ------------------------- | ------ | ----- | ----- |
|                                    | Antonino Savarese Accede al ballottaggio    | 5.122                | 38,80 | Città Nuova               | 1.913  | 14,96 | 5     |
| Partito Democratico della Sinistra | Antonino Savarese Accede al ballottaggio    | 5.122                | 38,80 | 1.863                     | 14,57  | 5     |       |
|                                    | Francesco Dell'Amura Accede al ballottaggio | 5.300                | 40,15 | Forza Italia              | 1.829  | 14,30 | 2     |
| Centro Cristiano Democratico       | Francesco Dell'Amura Accede al ballottaggio | 5.300                | 40,15 | 1.334                     | 10,43  | 1     |       |
| Alleanza Nazionale                 | Francesco Dell'Amura Accede al ballottaggio | 5.300                | 40,15 | 1.305                     | 10,21  | 1     |       |
| Cristiani Democratici Uniti        | Francesco Dell'Amura Accede al ballottaggio | 5.300                | 40,15 | 1.213                     | 9,49   | 1     |       |
| Centro                             | Francesco Dell'Amura Accede al ballottaggio | 5.300                | 40,15 | 706                       | 5,52   | 1     |       |
| Seggio di coalizione               | Seggio di coalizione                        | Seggio di coalizione | 40,15 | 1                         |        |       |       |
|                                    | Francesco Cannavale                         | 1.638                | 12,41 | Centro                    | 1.268  | 9,92  | 1     |
|                                    | Pietro Cuomo                                | 739                  | 5,60  | Partito Popolare Italiano | 1.070  | 8,37  | 2     |
|                                    | Colomba Volpe                               | 403                  | 3,05  | Rifondazione Comunista    | 286    | 2,24  | -     |
| Totale                             | Totale                                      | 13.202               | 100   |                           | 12.787 | 100   | 20    |

### Provincia di Caserta

#### Capua
| Candidati                                       | Candidati                                           | Voti                 | %     | Liste                              | Voti   | %     | Seggi |
| ----------------------------------------------- | --------------------------------------------------- | -------------------- | ----- | ---------------------------------- | ------ | ----- | ----- |
|                                                 | Aldo Mariano Accede al ballottaggio                 | 3.779                | 30,72 | Centro                             | 1.363  | 11,41 | 4     |
| Partito Democratico della Sinistra              | Aldo Mariano Accede al ballottaggio                 | 3.779                | 30,72 | 1.115                              | 9,34   | 3     |       |
| Partito Popolare Italiano-Rinnovamento Italiano | Aldo Mariano Accede al ballottaggio                 | 3.779                | 30,72 | 583                                | 4,88   | 1     |       |
| Rifondazione Comunista                          | Aldo Mariano Accede al ballottaggio                 | 3.779                | 30,72 | 362                                | 3,03   | 1     |       |
| Socialdemocratici Italiani                      | Aldo Mariano Accede al ballottaggio                 | 3.779                | 30,72 | 325                                | 2,72   | 1     |       |
|                                                 | Alessandro Pasca di Magliano Accede al ballottaggio | 4.846                | 39,40 | Forza Italia                       | 1.836  | 15,37 | 2     |
| Centro Cristiano Democratico                    | Alessandro Pasca di Magliano Accede al ballottaggio | 4.846                | 39,40 | 1.604                              | 13,43  | 2     |       |
| Alleanza Nazionale                              | Alessandro Pasca di Magliano Accede al ballottaggio | 4.846                | 39,40 | 936                                | 7,84   | 1     |       |
| Cristiani Democratici Uniti                     | Alessandro Pasca di Magliano Accede al ballottaggio | 4.846                | 39,40 | 907                                | 7,59   | 1     |       |
| Seggio di coalizione                            | Seggio di coalizione                                | Seggio di coalizione | 39,40 | 1                                  |        |       |       |
|                                                 | Marino Di Benedetto                                 | 1.250                | 10,16 | Centro                             | 1.159  | 9,70  | 1     |
|                                                 | Ludovico Prezioso                                   | 1.025                | 8,33  | Lista civica di centro-sinistra    | 680    | 5,69  | 2     |
|                                                 | Paolo Bonacci                                       | 853                  | 6,93  | Centro                             | 642    | 5,38  | -     |
|                                                 | Antonio Bellocchio                                  | 305                  | 2,48  | Movimento Sociale Fiamma Tricolore | 200    | 1,67  | -     |
|                                                 | Francesco Fierro                                    | 243                  | 1,98  | Lista civica di centro-sinistra    | 232    | 1,94  | -     |
| Totale                                          | Totale                                              | 12.301               | 100   |                                    | 11.944 | 100   | 20    |

#### Maddaloni
| Candidati            | Candidati                                 | Voti                 | %     | Liste                              | Voti   | %     | Seggi |
| -------------------- | ----------------------------------------- | -------------------- | ----- | ---------------------------------- | ------ | ----- | ----- |
|                      | Gaetano Pascarella Accede al ballottaggio | 5.427                | 24,08 | Partito Democratico della Sinistra | 4.126  | 18,76 | 6     |
|                      | Salvatore Mataluna Accede al ballottaggio | 3.962                | 17,58 | Alleanza Nazionale                 | 1.724  | 7,84  | 1     |
| Forza Italia         | Salvatore Mataluna Accede al ballottaggio | 3.962                | 17,58 | 1.111                              | 5,05   | 1     |       |
| Patto Segni          | Salvatore Mataluna Accede al ballottaggio | 3.962                | 17,58 | 594                                | 2,70   | -     |       |
| Seggio di coalizione | Seggio di coalizione                      | Seggio di coalizione | 17,58 | 1                                  |        |       |       |
|                      | Nino Caturano                             | 3.032                | 13,46 | Centro Cristiano Democratico       | 3.260  | 14,82 | 5     |
|                      | Guido Arminio                             | 2.896                | 12,85 | Partito Popolare Italiano          | 3.577  | 16,27 | 6     |
|                      | Vincenzo Mataluna                         | 2.313                | 10,26 | Rifondazione Comunista             | 2.407  | 10,95 | 4     |
|                      | Marco Apperti                             | 1.389                | 6,16  | Maddaloni Democratica per l'Ulivo  | 1.404  | 6,38  | 2     |
|                      | Vincenzo Bove                             | 1.089                | 4,83  | Uniti per Maddaloni                | 797    | 3,62  | 1     |
|                      | Maurizio Reitano                          | 799                  | 3,55  | Lista civica di centro-sinistra    | 1.231  | 5,60  | 1     |
|                      | Vincenzo D'Errico                         | 696                  | 3,09  | Federazione Laburista              | 793    | 3,61  | 1     |
|                      | Gaetano Di Nuzzo                          | 682                  | 3,03  | Socialisti Uniti                   | 772    | 3,51  | 1     |
|                      | Pietro Lombardi                           | '248                 | 1,10  | Movimento Sociale Fiamma Tricolore | 195    | 0,89  | -     |
| Totale               | Totale                                    | 22.533               | 100   |                                    | 21.991 | 100   | 20    |

#### Marcianise
| Candidati                          | Candidati                  | Voti                 | %     | Liste                        | Voti   | %     | Seggi |
| ---------------------------------- | -------------------------- | -------------------- | ----- | ---------------------------- | ------ | ----- | ----- |
|                                    | Giovanni Foglia ✔️ Sindaco | 12.515               | 52,28 | Centro Cristiano Democratico | 7.449  | 31,60 | 11    |
| Alleanza Nazionale                 | Giovanni Foglia ✔️ Sindaco | 12.515               | 52,28 | 2.505                        | 10,63  | 4     |       |
| Forza Italia                       | Giovanni Foglia ✔️ Sindaco | 12.515               | 52,28 | 2.336                        | 9,91   | 3     |       |
| Patto Segni                        | Giovanni Foglia ✔️ Sindaco | 12.515               | 52,28 | 587                          | 2,49   | -     |       |
|                                    | Valerio Gaglione           | 10.823               | 45,21 | Partito Popolare Italiano    | 5.694  | 24,15 | 7     |
| Lista civica di centro-sinistra    | Valerio Gaglione           | 10.823               | 45,21 | 2.111                        | 8,95   | 2     |       |
| Partito Democratico della Sinistra | Valerio Gaglione           | 10.823               | 45,21 | 1.653                        | 7,01   | 2     |       |
| Rifondazione Comunista             | Valerio Gaglione           | 10.823               | 45,21 | 734                          | 3,11   | -     |       |
| Seggio di coalizione               | Seggio di coalizione       | Seggio di coalizione | 45,21 | 1                            |        |       |       |
|                                    | Salvatore Marino           | 601                  | 2,51  | Socialisti Uniti             | 506    | 2,15  | -     |
| Totale                             | Totale                     | 23.939               | 100   |                              | 23.575 | 100   | 30    |

#### San Nicola la Strada
| Candidati | Candidati                               | Voti   | %     | Liste                              | Voti  | %     | Seggi |
| --------- | --------------------------------------- | ------ | ----- | ---------------------------------- | ----- | ----- | ----- |
|           | Nicola Tiscione Accede al ballottaggio  | 2.874  | 27,82 | Partito Popolare Italiano          | 2.918 | 31,57 | 8     |
|           | Mario Campofreda Accede al ballottaggio | 2.177  | 21,07 | Alleanza Nazionale                 | 2.074 | 22,44 | 4     |
|           | Bernardo Parlapiano                     | 1.985  | 19,21 | Partito Democratico della Sinistra | 1.005 | 10,87 | 1     |
|           | Giovan Battista Zampella                | 1.778  | 17,21 | Centro Cristiano Democratico       | 1.862 | 20,14 | 3     |
|           | Pasquale Fronzino                       | 1.517  | 14,68 | Rifondazione Comunista             | 1.385 | 14,98 | 4     |
| Totale    | Totale                                  | 10.331 | 100   |                                    | 9.244 | 100   | 20    |

### Provincia di Salerno

#### Cava de' Tirreni
| Candidati                    | Candidati                                | Voti                 | %     | Liste                                    | Voti   | %     | Seggi |
| ---------------------------- | ---------------------------------------- | -------------------- | ----- | ---------------------------------------- | ------ | ----- | ----- |
|                              | Raffaele Fiorillo Accede al ballottaggio | 16.335               | 46,46 | Alleanza di Progresso                    | 16.335 | 28,51 | 13    |
| Partito Popolare Italiano    | Raffaele Fiorillo Accede al ballottaggio | 16.335               | 46,46 | 2.505                                    | 7,50   | 3     |       |
| Rifondazione Comunista       | Raffaele Fiorillo Accede al ballottaggio | 16.335               | 46,46 | 1.761                                    | 5,27   | 2     |       |
|                              | Eugenio Abbro Accede al ballottaggio     | 6.135                | 17,45 | Centro                                   | 5.684  | 17,01 | 4     |
|                              | Vincenzo Trapanese                       | 5.152                | 14,65 | Forza Italia-Cristiani Democratici Uniti | 2.706  | 8,10  | 2     |
| Centro Cristiano Democratico | Vincenzo Trapanese                       | 5.152                | 14,65 | 2.572                                    | 7,70   | 1     |       |
| Alleanza Nazionale           | Vincenzo Trapanese                       | 5.152                | 14,65 | 2.230                                    | 6,67   | 1     |       |
| Seggio di coalizione         | Seggio di coalizione                     | Seggio di coalizione | 14,65 | 1                                        |        |       |       |
|                              | Alfredo Messina                          | 4.767                | 13,56 | Lista civica di centro-destra            | 3.366  | 10,07 | 2     |
|                              | Vincenzo Bove                            | 1.471                | 4,18  | Centro                                   | 1.758  | 5,26  | 1     |
|                              | Pasquale Adinolfi                        | 977                  | 2,78  | Rinnovamento Italiano                    | 1.027  | 3,07  | -     |
|                              | Vincenzo Raimondo                        | 321                  | 0,91  | Movimento Sociale Fiamma Tricolore       | 275    | 0,82  | -     |
| Totale                       | Totale                                   | 35.158               | 100   |                                          | 33.411 | 100   | 30    |

#### Nocera Superiore
| Candidati                     | Candidati                               | Voti                 | %     | Liste                        | Voti   | %     | Seggi |
| ----------------------------- | --------------------------------------- | -------------------- | ----- | ---------------------------- | ------ | ----- | ----- |
|                               | Giuseppe Salvi Accede al ballottaggio   | 5.046                | 34,51 | Insieme per Salvi            | 2.228  | 16,21 | 6     |
| Partito Popolare Italiano     | Giuseppe Salvi Accede al ballottaggio   | 5.046                | 34,51 | 2.007                        | 14,60  | 5     |       |
| Rifondazione Comunista        | Giuseppe Salvi Accede al ballottaggio   | 5.046                | 34,51 | 463                          | 3,37   | 1     |       |
|                               | Pasquale Cuofano Accede al ballottaggio | 3.810                | 26,06 | Forza Italia                 | 1.322  | 9,62  | 1     |
| Cristiani Democratici Uniti   | Pasquale Cuofano Accede al ballottaggio | 3.810                | 26,06 | 1.299                        | 9,45   | 1     |       |
| Alleanza Nazionale            | Pasquale Cuofano Accede al ballottaggio | 3.810                | 26,06 | 1.124                        | 8,18   | -     |       |
| Seggio di coalizione          | Seggio di coalizione                    | Seggio di coalizione | 26,06 | 1                            |        |       |       |
|                               | Luigi Ciancio                           | 3.512                | 24,02 | Centro                       | 1.849  | 13,45 | 1     |
| Rinnovamento Italiano         | Luigi Ciancio                           | 3.512                | 24,02 | 1.089                        | 7,92   | 1     |       |
| Seggio di coalizione          | Seggio di coalizione                    | Seggio di coalizione | 24,02 | 1                            |        |       |       |
|                               | Luigi Vitale                            | 2.252                | 15,40 | Centro Cristiano Democratico | 1.929  | 14,03 | 1     |
| Lista civica di centro-destra | Luigi Vitale                            | 2.252                | 15,40 | 437                          | 3,18   | -     |       |
| Seggio di coalizione          | Seggio di coalizione                    | Seggio di coalizione | 15,40 | 1                            |        |       |       |
| Totale                        | Totale                                  | 14.620               | 100   |                              | 13.747 | 100   | 20    |

## Elezioni del novembre 1997

### Provincia di Napoli

#### Napoli
| Candidati                                    | Candidati                    | Voti                        | %     | Liste                              | Voti    | %     | Seggi |
| -------------------------------------------- | ---------------------------- | --------------------------- | ----- | ---------------------------------- | ------- | ----- | ----- |
|                                              | Antonio Bassolino ✔️ Sindaco | 399.454                     | 72,92 | Partito Democratico della Sinistra | 164.644 | 33,28 | 22    |
| Partito Popolare Italiano                    | Antonio Bassolino ✔️ Sindaco | 399.454                     | 72,92 | 44.438                             | 8,98    | 5     |       |
| Partito della Rifondazione Comunista         | Antonio Bassolino ✔️ Sindaco | 399.454                     | 72,92 | 31.769                             | 6,42    | 4     |       |
| Rinnovamento Italiano                        | Antonio Bassolino ✔️ Sindaco | 399.454                     | 72,92 | 22.765                             | 4,60    | 3     |       |
| Napoli Città Nuova                           | Antonio Bassolino ✔️ Sindaco | 399.454                     | 72,92 | 19.554                             | 3,95    | 2     |       |
| Federazione dei Verdi - La Rete              | Antonio Bassolino ✔️ Sindaco | 399.454                     | 72,92 | 18.698                             | 3,78    | 2     |       |
| Riformisti per Napoli                        | Antonio Bassolino ✔️ Sindaco | 399.454                     | 72,92 | 16.783                             | 3,39    | 2     |       |
| Partito Repubblicano Italiano                | Antonio Bassolino ✔️ Sindaco | 399.454                     | 72,92 | 12.842                             | 2,60    | 1     |       |
| Unione Democratica                           | Antonio Bassolino ✔️ Sindaco | 399.454                     | 72,92 | 7.884                              | 1,59    | 1     |       |
|                                              | Emiddio Novi                 | 138.406                     | 25,26 | Alleanza Nazionale                 | 56.094  | 11,34 | 7     |
| Forza Italia - Cristiani Democratici Uniti   | Emiddio Novi                 | 138.406                     | 25,26 | 55.144                             | 11,15   | 6     |       |
| Centro Cristiano Democratico - Patto Segni   | Emiddio Novi                 | 138.406                     | 25,26 | 25.480                             | 5,13    | 3     |       |
| Partito Socialista - PSDI - Partito Liberale | Emiddio Novi                 | 138.406                     | 25,26 | 9.295                              | 1,88    | 1     |       |
| Seggio al candidato sindaco                  | Seggio al candidato sindaco  | Seggio al candidato sindaco | 25,26 | 1                                  |         |       |       |
|                                              | Raffaele Bruno               | 5.603                       | 1,02  | Movimento Sociale Fiamma Tricolore | 5.207   | 1,05  | -     |
|                                              | Antonio Crocetta             | 2.874                       | 0,52  | Rosso Rinascita                    | 2.685   | 0,54  | -     |
|                                              | Lucio Barone                 | 1.484                       | 0,27  | Alleanza Meridionale               | 1.373   | 0,28  | -     |
| Totale                                       | Totale                       | 547.821                     | 100   |                                    | 494.655 | 100   | 60    |

#### Caivano
| Candidati                     | Candidati                  | Voti                 | %     | Liste                              | Voti   | %     | Seggi |
| ----------------------------- | -------------------------- | -------------------- | ----- | ---------------------------------- | ------ | ----- | ----- |
|                               | Francesca Falco ✔️ Sindaco | 11.527               | 53,97 | Partito Democratico della Sinistra | 4.136  | 19,93 | 7     |
| Partito Repubblicano Italiano | Francesca Falco ✔️ Sindaco | 11.527               | 53,97 | 1.752                              | 8,44   | 3     |       |
| Partito Popolare Italiano     | Francesca Falco ✔️ Sindaco | 11.527               | 53,97 | 1.616                              | 7,79   | 3     |       |
| Federazione dei Verdi-Altri   | Francesca Falco ✔️ Sindaco | 11.527               | 53,97 | 1.522                              | 7,34   | 2     |       |
| Rifondazione Comunista        | Francesca Falco ✔️ Sindaco | 11.527               | 53,97 | 1.038                              | 5,00   | 2     |       |
| Lista Civica                  | Francesca Falco ✔️ Sindaco | 11.527               | 53,97 | 767                                | 3,70   | 1     |       |
| Socialdemocrazia              | Francesca Falco ✔️ Sindaco | 11.527               | 53,97 | 508                                | 2,45   | -     |       |
|                               | Giacinto Russo             | 9.830                | 46,03 | Forza Italia                       | 3.470  | 16,72 | 4     |
| Cristiani Democratici Uniti   | Giacinto Russo             | 9.830                | 46,03 | 2.218                              | 10,69  | 3     |       |
| Alleanza Nazionale            | Giacinto Russo             | 9.830                | 46,03 | 2.054                              | 9,90   | 2     |       |
| Centro Cristiano Democratico  | Giacinto Russo             | 9.830                | 46,03 | 1.668                              | 8,04   | 2     |       |
| Seggio di coalizione          | Seggio di coalizione       | Seggio di coalizione | 46,03 | 1                                  |        |       |       |
| Totale                        | Totale                     | 21.357               | 100   |                                    | 20.749 | 100   | 30    |

#### Casavatore
| Candidati                       | Candidati                             | Voti                 | %     | Liste                              | Voti   | %     | Seggi |
| ------------------------------- | ------------------------------------- | -------------------- | ----- | ---------------------------------- | ------ | ----- | ----- |
|                                 | Luigi Maglione Accede al ballottaggio | 3.713                | 32,09 | Partito Popolare Italiano          | 1.770  | 16,10 | 7     |
| Partito Repubblicano Italiano   | Luigi Maglione Accede al ballottaggio | 3.713                | 32,09 | 969                                | 8,82   | 3     |       |
| Rifondazione Comunista          | Luigi Maglione Accede al ballottaggio | 3.713                | 32,09 | 504                                | 4,59   | 2     |       |
|                                 | Nicola Russo Accede al ballottaggio   | 3.815                | 32,97 | Partito Democratico della Sinistra | 1.866  | 16,98 | 2     |
| Lista civica di centro-sinistra | Nicola Russo Accede al ballottaggio   | 3.815                | 32,97 | 1.063                              | 9,67   | 1     |       |
| Lista civica di centro-sinistra | Nicola Russo Accede al ballottaggio   | 3.815                | 32,97 | 492                                | 4,48   | -     |       |
| Federazione dei Verdi           | Nicola Russo Accede al ballottaggio   | 3.815                | 32,97 | 309                                | 2,81   | -     |       |
| Seggio di coalizione            | Seggio di coalizione                  | Seggio di coalizione | 32,97 | 1                                  |        |       |       |
|                                 | Mauro Muto                            | 3.285                | 28,39 | Forza Italia                       | 1.212  | 11,03 | 1     |
| Alleanza Nazionale              | Mauro Muto                            | 3.285                | 28,39 | 921                                | 8,38   | 1     |       |
| Centro Cristiano Democratico    | Mauro Muto                            | 3.285                | 28,39 | 843                                | 7,67   | 1     |       |
| Lista civica di centro-destra   | Mauro Muto                            | 3.285                | 28,39 | 466                                | 4,24   | -     |       |
| Seggio di coalizione            | Seggio di coalizione                  | Seggio di coalizione | 28,39 | 1                                  |        |       |       |
|                                 | Francesco Galletta                    | 759                  | 6,56  | Cristiani Democratici Uniti        | 576    | 5,24  | -     |
| Totale                          | Totale                                | 11.572               | 100   |                                    | 10.991 | 100   | 20    |

#### Castellammare di Stabia
| Candidati                     | Candidati                 | Voti                 | %     | Liste                              | Voti   | %     | Seggi |
| ----------------------------- | ------------------------- | -------------------- | ----- | ---------------------------------- | ------ | ----- | ----- |
|                               | Catello Polito ✔️ Sindaco | 29.224               | 72,83 | Partito Democratico della Sinistra | 10.500 | 27,21 | 9     |
| Partito Popolare Italiano     | Catello Polito ✔️ Sindaco | 29.224               | 72,83 | 4.548                              | 11,78  | 4     |       |
| Rifondazione Comunista        | Catello Polito ✔️ Sindaco | 29.224               | 72,83 | 2.405                              | 6,23   | 2     |       |
| Rinnovamento Italiano         | Catello Polito ✔️ Sindaco | 29.224               | 72,83 | 2.215                              | 5,74   | 2     |       |
| Federazione dei Verdi         | Catello Polito ✔️ Sindaco | 29.224               | 72,83 | 1.950                              | 5,05   | 1     |       |
| Socialdemocratici Italiani    | Catello Polito ✔️ Sindaco | 29.224               | 72,83 | 1.757                              | 4,55   | 1     |       |
| Partito Repubblicano Italiano | Catello Polito ✔️ Sindaco | 29.224               | 72,83 | 1.653                              | 4,28   | 1     |       |
| Socialdemocrazia              | Catello Polito ✔️ Sindaco | 29.224               | 72,83 | 1.177                              | 3,05   | 1     |       |
| Federazione Laburista         | Catello Polito ✔️ Sindaco | 29.224               | 72,83 | 1.125                              | 2,91   | 1     |       |
| Unione Democratica            | Catello Polito ✔️ Sindaco | 29.224               | 72,83 | 636                                | 1,65   | -     |       |
| Alternativa Verde             | Catello Polito ✔️ Sindaco | 29.224               | 72,83 | 364                                | 0,94   | -     |       |
|                               | Salvatore Di Martino      | 10.905               | 27,17 | Forza Italia                       | 3.348  | 8,67  | 2     |
| Centro Cristiano Democratico  | Salvatore Di Martino      | 10.905               | 27,17 | 2.751                              | 7,13   | 2     |       |
| Alleanza Nazionale            | Salvatore Di Martino      | 10.905               | 27,17 | 2.563                              | 6,64   | 2     |       |
| Cristiani Democratici Uniti   | Salvatore Di Martino      | 10.905               | 27,17 | 1.602                              | 4,15   | 1     |       |
| Seggio di coalizione          | Seggio di coalizione      | Seggio di coalizione | 27,17 | 1                                  |        |       |       |
| Totale                        | Totale                    | 40.129               | 100   |                                    | 38.594 | 100   | 30    |

#### Marigliano
| Candidati                                                                 | Candidati                                      | Voti                 | %     | Liste                                  | Voti   | %     | Seggi |
| ------------------------------------------------------------------------- | ---------------------------------------------- | -------------------- | ----- | -------------------------------------- | ------ | ----- | ----- |
|                                                                           | Rocco Roberto Caccavale Accede al ballottaggio | 6.906                | 37,14 | Partito Popolare Italiano              | 2.529  | 14,07 | 5     |
| Sinistra Unita (Partito Democratico della Sinistra-Federazione Laburista) | Rocco Roberto Caccavale Accede al ballottaggio | 6.906                | 37,14 | 2.302                                  | 12,81  | 5     |       |
| Riformisti per Marigliano                                                 | Rocco Roberto Caccavale Accede al ballottaggio | 6.906                | 37,14 | 849                                    | 4,72   | 1     |       |
| Rifondazione Comunista                                                    | Rocco Roberto Caccavale Accede al ballottaggio | 6.906                | 37,14 | 548                                    | 3,05   | 1     |       |
|                                                                           | Michele Nappi Accede al ballottaggio           | 7.126                | 38,32 | Forza Italia                           | 3.318  | 18,47 | 3     |
| Centro Cristiano Democratico                                              | Michele Nappi Accede al ballottaggio           | 7.126                | 38,32 | 1.784                                  | 9,93   | 1     |       |
| Forza Marigliano                                                          | Michele Nappi Accede al ballottaggio           | 7.126                | 38,32 | 1.214                                  | 6,76   | 1     |       |
| Marigliano Domani                                                         | Michele Nappi Accede al ballottaggio           | 7.126                | 38,32 | 1.036                                  | 5,77   | -     |       |
| Cristiani Democratici Uniti                                               | Michele Nappi Accede al ballottaggio           | 7.126                | 38,32 | 474                                    | 2,64   | -     |       |
| Seggio di coalizione                                                      | Seggio di coalizione                           | Seggio di coalizione | 38,32 | 1                                      |        |       |       |
|                                                                           | Antonio Iossa                                  | 3.158                | 16,98 | Centro Cristiano Riformisti            | 1.478  | 8,23  | 1     |
| Alleanza Nazionale                                                        | Antonio Iossa                                  | 3.158                | 16,98 | 1.091                                  | 6,07   | -     |       |
| Civiltà Sociale                                                           | Antonio Iossa                                  | 3.158                | 16,98 | 194                                    | 1,08   | -     |       |
| Seggio di coalizione                                                      | Seggio di coalizione                           | Seggio di coalizione | 16,98 | 1                                      |        |       |       |
|                                                                           | Claudio Oranges                                | 768                  | 4,13  | Alternativa Democratica-Pro Marigliano | 578    | 3,22  | -     |
|                                                                           | Angelo Falco                                   | 639                  | 3,44  | Partito Socialista                     | 574    | 3,19  | -     |
| Totale                                                                    | Totale                                         | 18.597               | 100   |                                        | 17.969 | 100   | 20    |

#### San Giorgio a Cremano
| Candidati                    | Candidati                                  | Voti                 | %     | Liste                                    | Voti   | %     | Seggi |
| ---------------------------- | ------------------------------------------ | -------------------- | ----- | ---------------------------------------- | ------ | ----- | ----- |
|                              | Ferdinando Riccardi Accede al ballottaggio | 10.999               | 36,47 | Partito Popolare Italiano                | 3.972  | 15,23 | 8     |
| Rifondazione Comunista       | Ferdinando Riccardi Accede al ballottaggio | 10.999               | 36,47 | 2.457                                    | 9,42   | 5     |       |
| Rinnovamento Italiano        | Ferdinando Riccardi Accede al ballottaggio | 10.999               | 36,47 | 1.341                                    | 5,14   | 3     |       |
| Partito Socialista           | Ferdinando Riccardi Accede al ballottaggio | 10.999               | 36,47 | 1.135                                    | 4,35   | 2     |       |
|                              | Ciro Terra Accede al ballottaggio          | 11.082               | 36,75 | Partito Democratico della Sinistra       | 5.534  | 21,22 | 5     |
| Socialisti Italiani          | Ciro Terra Accede al ballottaggio          | 11.082               | 36,75 | 2.081                                    | 7,98   | 1     |       |
| Federazione dei Verdi        | Ciro Terra Accede al ballottaggio          | 11.082               | 36,75 | 1.484                                    | 5,69   | 1     |       |
| Unione Democratica           | Ciro Terra Accede al ballottaggio          | 11.082               | 36,75 | 764                                      | 2,93   | -     |       |
| Seggio di coalizione         | Seggio di coalizione                       | Seggio di coalizione | 36,75 | 1                                        |        |       |       |
|                              | Salvatore Galdieri                         | 6.935                | 23,00 | Forza Italia-Cristiani Democratici Uniti | 2.485  | 9,53  | 1     |
| Alleanza Nazionale           | Salvatore Galdieri                         | 6.935                | 23,00 | 2.311                                    | 8,86   | 1     |       |
| Centro Cristiano Democratico | Salvatore Galdieri                         | 6.935                | 23,00 | 1.564                                    | 6,00   | 1     |       |
| Seggio di coalizione         | Seggio di coalizione                       | Seggio di coalizione | 23,00 | 1                                        |        |       |       |
|                              | Michele Coppola                            | 1.140                | 3,78  | Impegno Civico                           | 953    | 3,65  | -     |
| Totale                       | Totale                                     | 30.156               | 100   |                                          | 26.081 | 100   | 30    |

#### San Giuseppe Vesuviano
| Candidati                   | Candidati                        | Voti                 | %     | Liste                        | Voti   | %     | Seggi |
| --------------------------- | -------------------------------- | -------------------- | ----- | ---------------------------- | ------ | ----- | ----- |
|                             | Ivan Pasquale Casillo ✔️ Sindaco | 8.592                | 51,36 | Alleanza Nazionale           | 3.204  | 20,00 | 4     |
| Forza Italia                | Ivan Pasquale Casillo ✔️ Sindaco | 8.592                | 51,36 | 2.712                        | 16,93  | 4     |       |
| Centro                      | Ivan Pasquale Casillo ✔️ Sindaco | 8.592                | 51,36 | 2.373                        | 14,81  | 3     |       |
| Cristiani Democratici Uniti | Ivan Pasquale Casillo ✔️ Sindaco | 8.592                | 51,36 | 952                          | 5,94   | 1     |       |
|                             | Domenico Ambrosio                | 3.406                | 20,36 | Alleanza di Progresso        | 1.718  | 10,72 | 2     |
| Partito Popolare Italiano   | Domenico Ambrosio                | 3.406                | 20,36 | 1.258                        | 7,85   | 1     |       |
| Seggio di coalizione        | Seggio di coalizione             | Seggio di coalizione | 20,36 | 1                            |        |       |       |
|                             | Massimo Ambrosio                 | 1.985                | 11,87 | Città Nuova                  | 1.627  | 10,15 | 2     |
|                             | Angelo Cutolo                    | 1.894                | 11,32 | Sinistra                     | 1.400  | 8,74  | 1     |
|                             | Giuseppe Sepe                    | 851                  | 5,09  | Centro Cristiano Democratico | 779    | 4,86  | 1     |
| Totale                      | Totale                           | 16.728               | 100   |                              | 16.023 | 100   | 20    |

#### Sant'Anastasia
| Candidati                          | Candidati                                 | Voti   | %     | Liste                           | Voti   | %     | Seggi |
| ---------------------------------- | ----------------------------------------- | ------ | ----- | ------------------------------- | ------ | ----- | ----- |
|                                    | Vincenzo Iervolino Accede al ballottaggio | 5.659  | 33,79 | Partito Popolare Italiano       | 2.584  | 16,49 | 6     |
| Partito Democratico della Sinistra | Vincenzo Iervolino Accede al ballottaggio | 5.659  | 33,79 | 1.676                           | 10,69  | 4     |       |
| Rifondazione Comunista             | Vincenzo Iervolino Accede al ballottaggio | 5.659  | 33,79 | 1.115                           | 7,11   | 2     |       |
|                                    | Luigi De Simone Accede al ballottaggio    | 5.238  | 31,27 | Forza Italia                    | 5.068  | 32,34 | 4     |
|                                    | Carmine Pone                              | 4.586  | 27,38 | Lista civica di centro-sinistra | 4.155  | 26,51 | 3     |
|                                    | Alfonso Gifuni                            | 1.266  | 7,56  | Alleanza Nazionale              | 1.074  | 6,85  | 1     |
| Totale                             | Totale                                    | 16.749 | 100   |                                 | 15.672 | 100   | 20    |

#### Sant'Antimo
| Candidati                     | Candidati                      | Voti                 | %     | Liste                              | Voti   | %     | Seggi |
| ----------------------------- | ------------------------------ | -------------------- | ----- | ---------------------------------- | ------ | ----- | ----- |
|                               | Arcangelo Cappuccio ✔️ Sindaco | 9.593                | 51,61 | Partito Democratico della Sinistra | 4.501  | 24,85 | 8     |
| Partito Popolare Italiano     | Arcangelo Cappuccio ✔️ Sindaco | 9.593                | 51,61 | 2.245                              | 12,39  | 4     |       |
| Federazione Laburista         | Arcangelo Cappuccio ✔️ Sindaco | 9.593                | 51,61 | 606                                | 3,35   | 1     |       |
| Rifondazione Comunista        | Arcangelo Cappuccio ✔️ Sindaco | 9.593                | 51,61 | 469                                | 2,59   | -     |       |
|                               | Antimo Di Domenico             | 8.995                | 48,39 | Forza Italia                       | 5.377  | 29,68 | 9     |
| Lista civica di centro-destra | Antimo Di Domenico             | 8.995                | 48,39 | 1.619                              | 8,94   | 2     |       |
| Alleanza Nazionale            | Antimo Di Domenico             | 8.995                | 48,39 | 1.273                              | 7,03   | 2     |       |
| Centro Cristiano Democratico  | Antimo Di Domenico             | 8.995                | 48,39 | 1.247                              | 6,88   | 2     |       |
| Cristiani Democratici Uniti   | Antimo Di Domenico             | 8.995                | 48,39 | 777                                | 4,29   | 1     |       |
| Seggio di coalizione          | Seggio di coalizione           | Seggio di coalizione | 48,39 | 1                                  |        |       |       |
| Totale                        | Totale                         | 18.588               | 100   |                                    | 18.114 | 100   | 30    |

#### Somma Vesuviana
| Candidati                 | Candidati                   | Voti                 | %     | Liste                                                                 | Voti   | %     | Seggi |
| ------------------------- | --------------------------- | -------------------- | ----- | --------------------------------------------------------------------- | ------ | ----- | ----- |
|                           | Carmine Mocerino ✔️ Sindaco | 10.326               | 51,99 | Forza Italia-Centro Cristiano Democratico-Cristiani Democratici Uniti | 7.062  | 37,82 | 8     |
| Centro                    | Carmine Mocerino ✔️ Sindaco | 10.326               | 51,99 | 2.654                                                                 | 14,21  | 3     |       |
| Centro                    | Carmine Mocerino ✔️ Sindaco | 10.326               | 51,99 | 810                                                                   | 4,34   | 1     |       |
|                           | Enrico Romano               | 7.869                | 39,62 | Partito Democratico della Sinistra                                    | 2.865  | 15,34 | 3     |
| Partito Popolare Italiano | Enrico Romano               | 7.869                | 39,62 | 2.260                                                                 | 12,10  | 2     |       |
| Socialisti Italiani       | Enrico Romano               | 7.869                | 39,62 | 1.042                                                                 | 5,58   | 1     |       |
| Rifondazione Comunista    | Enrico Romano               | 7.869                | 39,62 | 659                                                                   | 3,53   | -     |       |
| Seggio di coalizione      | Seggio di coalizione        | Seggio di coalizione | 39,62 | 1                                                                     |        |       |       |
|                           | Carmine Di Sarno            | 1.330                | 6,70  | Alleanza Nazionale                                                    | 1.110  | 5,95  | 1     |
|                           | Alfonso Di Sarno            | 336                  | 1,69  | Movimento Sociale Fiamma Tricolore                                    | 209    | 1,12  | -     |
| Totale                    | Totale                      | 19.861               | 100   |                                                                       | 18.671 | 100   | 20    |

### Provincia di Caserta

#### Caserta
| Candidati                            | Candidati                                | Voti                        | %     | Liste                              | Voti   | %     | Seggi |
| ------------------------------------ | ---------------------------------------- | --------------------------- | ----- | ---------------------------------- | ------ | ----- | ----- |
|                                      | Luigi Falco Accede al ballottaggio       | 23.285                      | 47,97 | Centro Cristiano Democratico       | 10.166 | 21,82 | 10    |
| Forza Italia                         | Luigi Falco Accede al ballottaggio       | 23.285                      | 47,97 | 7.303                              | 15,68  | 7     |       |
| Alleanza Nazionale                   | Luigi Falco Accede al ballottaggio       | 23.285                      | 47,97 | 5.744                              | 12,33  | 5     |       |
| Cristiani Democratici Uniti          | Luigi Falco Accede al ballottaggio       | 23.285                      | 47,97 | 2.336                              | 5,01   | 2     |       |
| Partito Repubblicano Italiano        | Luigi Falco Accede al ballottaggio       | 23.285                      | 47,97 | 484                                | 1,04   | -     |       |
|                                      | Giuseppe Venditto Accede al ballottaggio | 10.947                      | 22,55 | Partito Democratico della Sinistra | 5.821  | 12,50 | 4     |
| Partito della Rifondazione Comunista | Giuseppe Venditto Accede al ballottaggio | 10.947                      | 22,55 | 1.718                              | 3,69   | 1     |       |
| Federazione dei Verdi                | Giuseppe Venditto Accede al ballottaggio | 10.947                      | 22,55 | 1.464                              | 3,14   | 1     |       |
| Unione Democratica                   | Giuseppe Venditto Accede al ballottaggio | 10.947                      | 22,55 | 318                                | 0,68   | -     |       |
| Seggio al candidato sindaco          | Seggio al candidato sindaco              | Seggio al candidato sindaco | 22,55 | 1                                  |        |       |       |
|                                      | Alessandro De Franciscis                 | 10.767                      | 22,18 | Partito Popolare Italiano (A)      | 4.741  | 10,18 | 4     |
| Alleanza Caserta Nuova (B)           | Alessandro De Franciscis                 | 10.767                      | 22,18 | 3.262                              | 7,00   | 2     |       |
| Seggio al candidato sindaco          | Seggio al candidato sindaco              | Seggio al candidato sindaco | 22,18 | 1                                  |        |       |       |
|                                      | Luigi Meneghetti                         | 2.829                       | 5,83  | Rinnovamento Italiano (C)          | 2.842  | 6,10  | 2     |
|                                      | Michele Falcone                          | 708                         | 1,46  | Movimento Sociale Fiamma Tricolore | 387    | 0,83  | -     |
| Totale                               | Totale                                   | 48.536                      | 100   |                                    | 46.586 | 100   | 40    |

- Le liste contrassegnate con le lettere A, B e C sono apparentate al secondo turno con il candidato sindaco Giuseppe Venditto.

Ballottaggio
| Candidati | Candidati              | Voti   | %     |
| --------- | ---------------------- | ------ | ----- |
|           | Luigi Falco ✔️ Sindaco | 19.782 | 53,38 |
|           | Giuseppe Venditto      | 17.279 | 46,62 |
| Totale    | Totale                 | 37.061 | 100   |

#### Castel Volturno
| Candidati                                                | Candidati                        | Voti                 | %     | Liste                        | Voti  | %     | Seggi |
| -------------------------------------------------------- | -------------------------------- | -------------------- | ----- | ---------------------------- | ----- | ----- | ----- |
|                                                          | Antonio Aldo Scalzone ✔️ Sindaco | 6.685                | 68,40 | Forza Italia                 | 2.158 | 22,98 | 5     |
| Alleanza Nazionale                                       | Antonio Aldo Scalzone ✔️ Sindaco | 6.685                | 68,40 | 1.727                        | 18,39 | 4     |       |
| Città Nuova                                              | Antonio Aldo Scalzone ✔️ Sindaco | 6.685                | 68,40 | 1.596                        | 17,00 | 3     |       |
| Centro Cristiano Democratico-Cristiani Democratici Uniti | Antonio Aldo Scalzone ✔️ Sindaco | 6.685                | 68,40 | 957                          | 10,19 | 2     |       |
|                                                          | Mario Luise                      | 3.088                | 31,60 | Alleanza per Castel Volturno | 1.350 | 14,38 | 3     |
| Io Amo Castel Volturno                                   | Mario Luise                      | 3.088                | 31,60 | 1.271                        | 13,54 | 2     |       |
| Partito della Rifondazione Comunista                     | Mario Luise                      | 3.088                | 31,60 | 331                          | 3,53  | -     |       |
| Seggio di coalizione                                     | Seggio di coalizione             | Seggio di coalizione | 31,60 | 1                            |       |       |       |
| Totale                                                   | Totale                           | 9.773                | 100   |                              | 9.390 | 100   | 20    |

#### Santa Maria Capua Vetere
| Candidati                            | Candidati                              | Voti                 | %     | Liste                              | Voti   | %     | Seggi |
| ------------------------------------ | -------------------------------------- | -------------------- | ----- | ---------------------------------- | ------ | ----- | ----- |
|                                      | Vincenzo Iodice Accede al ballottaggio | 7.292                | 36,60 | Partito Democratico della Sinistra | 2.845  | 14,88 | 8     |
| Lista civica di centro-sinistra      | Vincenzo Iodice Accede al ballottaggio | 7.292                | 36,60 | 1.341                              | 7,01   | 4     |       |
| Partito Popolare Italiano            | Vincenzo Iodice Accede al ballottaggio | 7.292                | 36,60 | 1.151                              | 6,02   | 3     |       |
| Unità Socialista                     | Vincenzo Iodice Accede al ballottaggio | 7.292                | 36,60 | 678                                | 3,54   | 2     |       |
| Partito della Rifondazione Comunista | Vincenzo Iodice Accede al ballottaggio | 7.292                | 36,60 | 506                                | 2,65   | 1     |       |
| Unione Democratica                   | Vincenzo Iodice Accede al ballottaggio | 7.292                | 36,60 | 195                                | 1,02   | -     |       |
|                                      | Pietro Morelli                         | 6.489                | 32,57 | Forza Italia                       | 2.218  | 11,60 | 2     |
| Centro Cristiano Democratico         | Pietro Morelli                         | 6.489                | 32,57 | 1.986                              | 10,38  | 2     |       |
| Alleanza Nazionale                   | Pietro Morelli                         | 6.489                | 32,57 | 1.624                              | 8,49   | 2     |       |
| Cristiani Democratici Uniti          | Pietro Morelli                         | 6.489                | 32,57 | 1.211                              | 6,33   | 1     |       |
| Seggio di coalizione                 | Seggio di coalizione                   | Seggio di coalizione | 32,57 | 1                                  |        |       |       |
|                                      | Giuseppe Cappabianca                   | 4.018                | 20,16 | Centro                             | 1.708  | 8,93  | 1     |
| Movimento delle Libertà              | Giuseppe Cappabianca                   | 4.018                | 20,16 | 1.490                              | 7,79   | 1     |       |
| Seggio di coalizione                 | Seggio di coalizione                   | Seggio di coalizione | 20,16 | 1                                  |        |       |       |
|                                      | Raffaele Cocchiaro                     | 1.225                | 6,15  | Mani Pulite                        | 812    | 4,25  | -     |
| Unione Civica                        | Raffaele Cocchiaro                     | 1.225                | 6,15  | 427                                | 2,23   | -     |       |
| Seggio di coalizione                 | Seggio di coalizione                   | Seggio di coalizione | 6,15  | 1                                  |        |       |       |
|                                      | Giuseppe Catta                         | 482                  | 2,42  | Rinnovamento Italiano              | 519    | 2,71  | -     |
|                                      | Antonio Pirro                          | 420                  | 2,11  | Destra                             | 415    | 2,17  | -     |
| Totale                               | Totale                                 | 19.926               | 100   |                                    | 19.126 | 100   | 30    |

#### Sessa Aurunca
| Candidati                            | Candidati                             | Voti                 | %     | Liste                     | Voti   | %     | Seggi |
| ------------------------------------ | ------------------------------------- | -------------------- | ----- | ------------------------- | ------ | ----- | ----- |
|                                      | Giuseppe Fusco Accede al ballottaggio | 5.892                | 38,25 | Partito Popolare Italiano | 2.508  | 16,96 | 6     |
| Socialisti Italiani                  | Giuseppe Fusco Accede al ballottaggio | 5.892                | 38,25 | 1.414                     | 9,56   | 3     |       |
| Partito Democratico della Sinistra   | Giuseppe Fusco Accede al ballottaggio | 5.892                | 38,25 | 1.281                     | 8,66   | 2     |       |
| Rinnovamento Italiano                | Giuseppe Fusco Accede al ballottaggio | 5.892                | 38,25 | 484                       | 3,27   | 1     |       |
|                                      | Giulio Gramegna                       | 4.168                | 27,06 | Alleanza Nazionale        | 1.503  | 10,16 | 1     |
| Forza Italia                         | Giulio Gramegna                       | 4.168                | 27,06 | 1.260                     | 8,52   | 1     |       |
| Centro                               | Giulio Gramegna                       | 4.168                | 27,06 | 1.126                     | 7,61   | 1     |       |
| Centro Cristiano Democratico         | Giulio Gramegna                       | 4.168                | 27,06 | 903                       | 6,11   | 1     |       |
| Cristiani Democratici Uniti          | Giulio Gramegna                       | 4.168                | 27,06 | 531                       | 3,59   | 1     |       |
| Seggio di coalizione                 | Seggio di coalizione                  | Seggio di coalizione | 27,06 | 1                         |        |       |       |
|                                      | Elio Meschinelli                      | 3.040                | 19,74 | Sinistra                  | 1.729  | 11,69 | 1     |
| Partito della Rifondazione Comunista | Elio Meschinelli                      | 3.040                | 19,74 | 415                       | 2,81   | -     |       |
| Seggio di coalizione                 | Seggio di coalizione                  | Seggio di coalizione | 19,74 | 1                         |        |       |       |
|                                      | Pasquale Rocco                        | 2.303                | 14,95 | Centro                    | 1.634  | 11,05 | 1     |
| Totale                               | Totale                                | 15.403               | 100   |                           | 14.788 | 100   | 30    |

### Provincia di Salerno

#### Salerno
| Candidati                                  | Candidati                   | Voti                        | %     | Liste                                   | Voti   | %     | Seggi |
| ------------------------------------------ | --------------------------- | --------------------------- | ----- | --------------------------------------- | ------ | ----- | ----- |
|                                            | Vincenzo De Luca ✔️ Sindaco | 68.798                      | 71,32 | Progressisti per Salerno                | 51.609 | 55,44 | 24    |
|                                            | Luigi Casciello             | 18.520                      | 19,20 | Alleanza Nazionale                      | 9.146  | 9,83  | 4     |
| Forza Italia - Cristiani Democratici Uniti | Luigi Casciello             | 18.520                      | 19,20 | 7.670                                   | 8,24   | 4     |       |
| Centro Cristiano Democratico               | Luigi Casciello             | 18.520                      | 19,20 | 7.608                                   | 8,17   | 3     |       |
| Lista civica                               | Luigi Casciello             | 18.520                      | 19,20 | 1.740                                   | 1,87   | -     |       |
| Seggio al candidato sindaco                | Seggio al candidato sindaco | Seggio al candidato sindaco | 19,20 | 1                                       |        |       |       |
|                                            | Diomede Ivone               | 3.223                       | 3,34  | Partito Popolare Italiano               | 6.033  | 6,48  | 2     |
|                                            | Francesco Mari              | 1.840                       | 1,91  | Partito della Rifondazione Comunista    | 2.641  | 2,84  | 1     |
|                                            | Americo Giudice             | 1.417                       | 1,47  | Socialisti Italiani                     | 2.668  | 2,87  | 1     |
|                                            | Filippo Salvo               | 1.020                       | 1,06  | Rinnovamento Italiano - Italia Federale | 2.042  | 2,19  | -     |
|                                            | Vincenzo Indelli            | 877                         | 0,91  | Unione dei Quartieri                    | 1.409  | 1,51  | -     |
|                                            | Luigi Santorelli            | 771                         | 0,80  | Città Nuova                             | 519    | 0,56  | -     |
| Totale                                     | Totale                      | 96.466                      | 100   |                                         | 93.085 | 100   | 40    |

#### Agropoli
| Candidati                                                                      | Candidati                              | Voti                 | %     | Liste                              | Voti   | %     | Seggi |
| ------------------------------------------------------------------------------ | -------------------------------------- | -------------------- | ----- | ---------------------------------- | ------ | ----- | ----- |
|                                                                                | Paolo Serra Accede al ballottaggio     | 4.041                | 33,45 | Partito Democratico della Sinistra | 1.450  | 12,39 | 5     |
| Partito Popolare Italiano                                                      | Paolo Serra Accede al ballottaggio     | 4.041                | 33,45 | 1.144                              | 9,78   | 4     |       |
| Laici e Riformisti (Partito Repubblicano Italiano-Federazione dei Verdi-Altri) | Paolo Serra Accede al ballottaggio     | 4.041                | 33,45 | 1.081                              | 9,24   | 3     |       |
|                                                                                | Antonio Scuderi Accede al ballottaggio | 4.280                | 35,43 | Insieme per Agropoli               | 1.689  | 14,44 | 2     |
| Rinnovamento Italiano                                                          | Antonio Scuderi Accede al ballottaggio | 4.280                | 35,43 | 1.322                              | 11,30  | 1     |       |
| Centro Cristiano Democratico                                                   | Antonio Scuderi Accede al ballottaggio | 4.280                | 35,43 | 1.052                              | 8,99   | 1     |       |
| Pro Civitate Agropolis                                                         | Antonio Scuderi Accede al ballottaggio | 4.280                | 35,43 | 644                                | 5,50   | -     |       |
| Seggio di coalizione                                                           | Seggio di coalizione                   | Seggio di coalizione | 35,43 | 1                                  |        |       |       |
|                                                                                | Carmine Capaldo                        | 3.759                | 31,12 | Forza Italia                       | 2.189  | 18,71 | 1     |
| Alleanza Nazionale                                                             | Carmine Capaldo                        | 3.759                | 31,12 | 1.129                              | 9,65   | 1     |       |
| Seggio di coalizione                                                           | Seggio di coalizione                   | Seggio di coalizione | 31,12 | 1                                  |        |       |       |
| Totale                                                                         | Totale                                 | 12.080               | 100   |                                    | 11.700 | 100   | 20    |

#### Battipaglia
| Candidati                                                                                  | Candidati                                | Voti                 | %     | Liste                        | Voti   | %     | Seggi |
| ------------------------------------------------------------------------------------------ | ---------------------------------------- | -------------------- | ----- | ---------------------------- | ------ | ----- | ----- |
|                                                                                            | Fernando Zara Accede al ballottaggio     | 9.432                | 30,42 | Zara per Battipaglia         | 4.753  | 15,97 | 15    |
| Destra Sociale                                                                             | Fernando Zara Accede al ballottaggio     | 9.432                | 30,42 | 1.234                        | 4,15   | 3     |       |
|                                                                                            | Giuseppe Toriello Accede al ballottaggio | 10.051               | 32,42 | Partito Popolare Italiano    | 4.378  | 14,71 | 2     |
| Partito Democratico della Sinistra                                                         | Giuseppe Toriello Accede al ballottaggio | 10.051               | 32,42 | 4.069                        | 13,67  | 2     |       |
| Rinnovamento Italiano                                                                      | Giuseppe Toriello Accede al ballottaggio | 10.051               | 32,42 | 1.483                        | 4,98   | 1     |       |
| Ambientalista Laica Socialista (Partito Repubblicano Italiano-Federazione dei Verdi-Altri) | Giuseppe Toriello Accede al ballottaggio | 10.051               | 32,42 | 1.138                        | 3,82   | -     |       |
| Seggio di coalizione                                                                       | Seggio di coalizione                     | Seggio di coalizione | 32,42 | 1                            |        |       |       |
|                                                                                            | Matteo Messina                           | 9.229                | 29,76 | Centro Cristiano Democratico | 4.279  | 14,37 | 2     |
| Alleanza Nazionale                                                                         | Matteo Messina                           | 9.229                | 29,76 | 2.904                        | 9,76   | 1     |       |
| Cristiani Democratici Uniti                                                                | Matteo Messina                           | 9.229                | 29,76 | 2.041                        | 6,86   | 1     |       |
| Forza Italia                                                                               | Matteo Messina                           | 9.229                | 29,76 | 1.933                        | 6,49   | 1     |       |
| Seggio di coalizione                                                                       | Seggio di coalizione                     | Seggio di coalizione | 29,76 | 1                            |        |       |       |
|                                                                                            | Raffaele Petrone                         | 1.931                | 6,23  | Rifondazione Comunista       | 1.196  | 4,02  | -     |
|                                                                                            | Vincenzo Campagna                        | 364                  | 1,17  | Movimento Italia Meridionale | 361    | 1,21  | -     |
| Totale                                                                                     | Totale                                   | 31.007               | 100   |                              | 29.769 | 100   | 30    |

#### Nocera Inferiore
| Candidati                    | Candidati                                 | Voti                 | %     | Liste                     | Voti   | %     | Seggi |
| ---------------------------- | ----------------------------------------- | -------------------- | ----- | ------------------------- | ------ | ----- | ----- |
|                              | Aldo Di Vito Accede al ballottaggio       | 8.227                | 27,33 | Alleanza Nazionale        | 3.372  | 11,70 | 10    |
| Forza Italia                 | Aldo Di Vito Accede al ballottaggio       | 8.227                | 27,33 | 2.680                     | 9,30   | 8     |       |
|                              | Antonio Guerritore Accede al ballottaggio | 10.584               | 35,15 | Socialisti Uniti          | 4.234  | 14,69 | 2     |
| Centro                       | Antonio Guerritore Accede al ballottaggio | 10.584               | 35,15 | 3.877                     | 13,45  | 2     |       |
| Centro Cristiano Democratico | Antonio Guerritore Accede al ballottaggio | 10.584               | 35,15 | 3.517                     | 12,21  | 2     |       |
| Cristiani Democratici Uniti  | Antonio Guerritore Accede al ballottaggio | 10.584               | 35,15 | 2.089                     | 7,25   | 1     |       |
| Seggio di coalizione         | Seggio di coalizione                      | Seggio di coalizione | 35,15 | 1                         |        |       |       |
|                              | Pasqualino Picca                          | 5.041                | 16,74 | Sinistra Democratica      | 1.864  | 6,47  | 1     |
| Rifondazione Comunista       | Pasqualino Picca                          | 5.041                | 16,74 | 1.489                     | 5,17   | -     |       |
| Seggio di coalizione         | Seggio di coalizione                      | Seggio di coalizione | 16,74 | 1                         |        |       |       |
|                              | Vincenzo Petrosino                        | 2.581                | 8,57  | Rinnovamento Italiano     | 2.099  | 7,28  | -     |
| Seggio di coalizione         | Seggio di coalizione                      | Seggio di coalizione | 8,57  | 1                         |        |       |       |
|                              | Pio Vecchione                             | 2.135                | 7,09  | Partito Popolare Italiano | 2.364  | 8,20  | -     |
| Seggio di coalizione         | Seggio di coalizione                      | Seggio di coalizione | 7,09  | 1                         |        |       |       |
|                              | Gaetano Guarnaccia                        | 1.539                | 5,11  | Lista Civica              | 1.230  | 4,27  | -     |
| Totale                       | Totale                                    | 30.107               | 100   |                           | 28.815 | 100   | 30    |